# Himachal Pradesh
L'Himachal Pradesh (in hindī हिमाचल प्रदेश; in pangiabi ਹਿਮਾਚਲ ਪ੍ਰਦੇਸ਼; lett. "provincia innevata") è uno Stato dell'India settentrionale. Situato nell'Himalaya occidentale, confina con Jammu e Kashmir e Ladakh a nord, Punjab a ovest, Haryana a sud-ovest, Uttarakhand a sud-est e con la Regione Autonoma del Tibet a est. Il nome dello stato deriva dal Sanscrito - Him che significa "Neve" e achal che significa "Terra". Nel 2019, l'Himachal Pradesh ha fatto del sanscrito la sua seconda lingua ufficiale, diventando il secondo stato in India a farlo dopo l'Uttarakhand.

## Storia
La storia dell’Himachal Pradesh risale alla Civiltà della valle dell’Indo che fiorì tra il 2250 e il 1750 a.C. Nell’area si stanziarono le tribù Koli, Hali, Dagi, Dhaugri, Dasa, Khasa, Kanaura e Kirat. Si ritiene che le tribù Kols o Mundas fossero le prime ad insediarsi nella zona, seguite poi dalle tribù Bhotas e Kiratas.
Durante il periodo vedico si diffusero diverse repubbliche, note come Janapada, successivamente conquistate dall’Impero Gupta. Dopo un breve periodo di supremazia da parte del Re Harshavardhana la regione venne divisa in regni caratterizzati da un ampio grado di indipendenza, soggetti a continue incursioni da parte del Sultanato di Delhi. All’inizio dell’XI secolo Mahmud Ghaznavi conquistò il regno del Kangra portando diversi altri regni a riconoscere la sua sovranità su di essi pagando così tributi alla sua dinastia, i Moghul. 

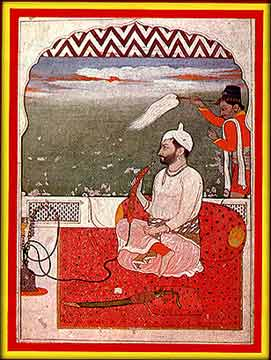
Sansar Chand Katoch (circa 1765–1823)

Nel 1768 il regno Gorkha conquistò molte altre regioni e salì al potere del Nepal. Consolidata la propria potenza militare iniziò ad espandersi annettendo a sé Sirmour e Shimla. Nel 1806 l’esercito nepalese riuscì a sconfiggere il sovrano del Kangra, Sansar Chand Katoch, ma non riuscì ad assediare il Forte del Kangra che nel 1809 passò al Maharaja Ranjeet Singh. Dopo la sconfitta l’esercito nepalese cercò di espandersi verso sud ma senza successo in quanto nel 1846, Ram Singh, Re dello stato di Siba, riuscì ad assediare il forte di Siba durante la prima guerra anglo-sikh.
L’esercito entrò in conflitto diretto con gli inglesi lungo la cintura terai dopo che gli inglesi li espulsero dal regno del Satluj. Gli inglesi conquistarono il potere nella regione diventando l’unica forza politica nella zona. Nel 1857, durante la prima guerra d’indipendenza indiana, il popolo della regione rimase inattivo rispetto al resto del Paese ed anzi, i sovrani di Chamba, Bilaspul, Bhagal e Dhami aiutarono il governo britannico durante le rivolte.
Dopo la proclamazione della regina Vittoria nel 1858, i territori conquistati dall’esercito inglese passarono sotto la Corona britannica. I regni di Chamba, Mandi e Bilaspur fecero notevoli progressi durante il dominio britannico. Durante la prima guerra mondiale tutti i sovrani della regione rimasero fedeli e contribuirono allo sforzo bellico britannico, sia fotto forma di uomini che di materiali. Tra questi regni vi erano quelli del Kangra, Jaswan, Datarpur, Guler, Rajgarh, Nurpur, Chamba, Suket, Mandi e Bilaspur.
In seguito all’indipendenza, il 15 aprile 1948, venne creato la provincia dell’Himachal Pradesh, annettendo ad essa 28 regni principeschi. Il 18 dicembre 1970, l'atto dello Stato dell'Himachal Predesh fu approvato dal Parlamento e il nuovo stato venne istituito il 25 gennaio 1971, sotto la guida del primo ministro Dr. Yashwant Singh Parmar.

## Geografia
L'Himachal si trova sull'Himalaya occidentale. Coprendo un'area di 55.673 chilometri quadrati, è uno stato prevalentemente montuoso. La maggior parte della regione si trova ai piedi della catena del Dhauladhar e la cima più elevata è la Reo Purgyil, con un'altitudine di 6.816 m
Lo stato presenta numerose valli. Circa il 90% della popolazione risiede in aree rurali. La presenza di numerosi fiumi ha portato alla realizzazione di molte centrali idroelettriche, producendo un surplus di energia elettrica che viene venduta ad altri stati come Punjab e Bengala Occidentale nonché alla capitale della nazione, Nuova Delhi. Il turismo e l'agricoltura sono importanti componenti dell'economia dello stato. Lo stato ha uno dei GDP (PIL) più alti tra gli stati indiani..
Il sistema fluviale dell'Himachal è alimentato da forti piogge e da ghiacciai. I fiumi dell'Himalaya attraversano l'intera regione facendo da affluenti ai bacini dell'Indo e del Gange. I fiumi in questione sono il Chandra Bhaga o Chenab, il Ravi, il Beas, il Sutlej e il Yamuna..

### Clima
A causa delle forti variazioni di altitudine, il clima dell'Himachal varia da zona a zona. Il clima varia da caldo e tropicale nei tratti meridionali a freddo e glaciale raggiungendo le catene montuose settentrionali e orientali. Generalmente nell'Himachal vi sono tre stagioni: l'estate, l'inverno e la stagione delle piogge. L'estate parte da metà aprile fino a giugno e la maggior parte della regione raggiunge temperature che vanno dai 28 ai 32 °C. L'inverno parte da fine novembre fino a metà marzo. Le nevicate sono comuni solo nei tratti sopra i 2.200 metri, cioè nella regione più alta e trans-himalayana.

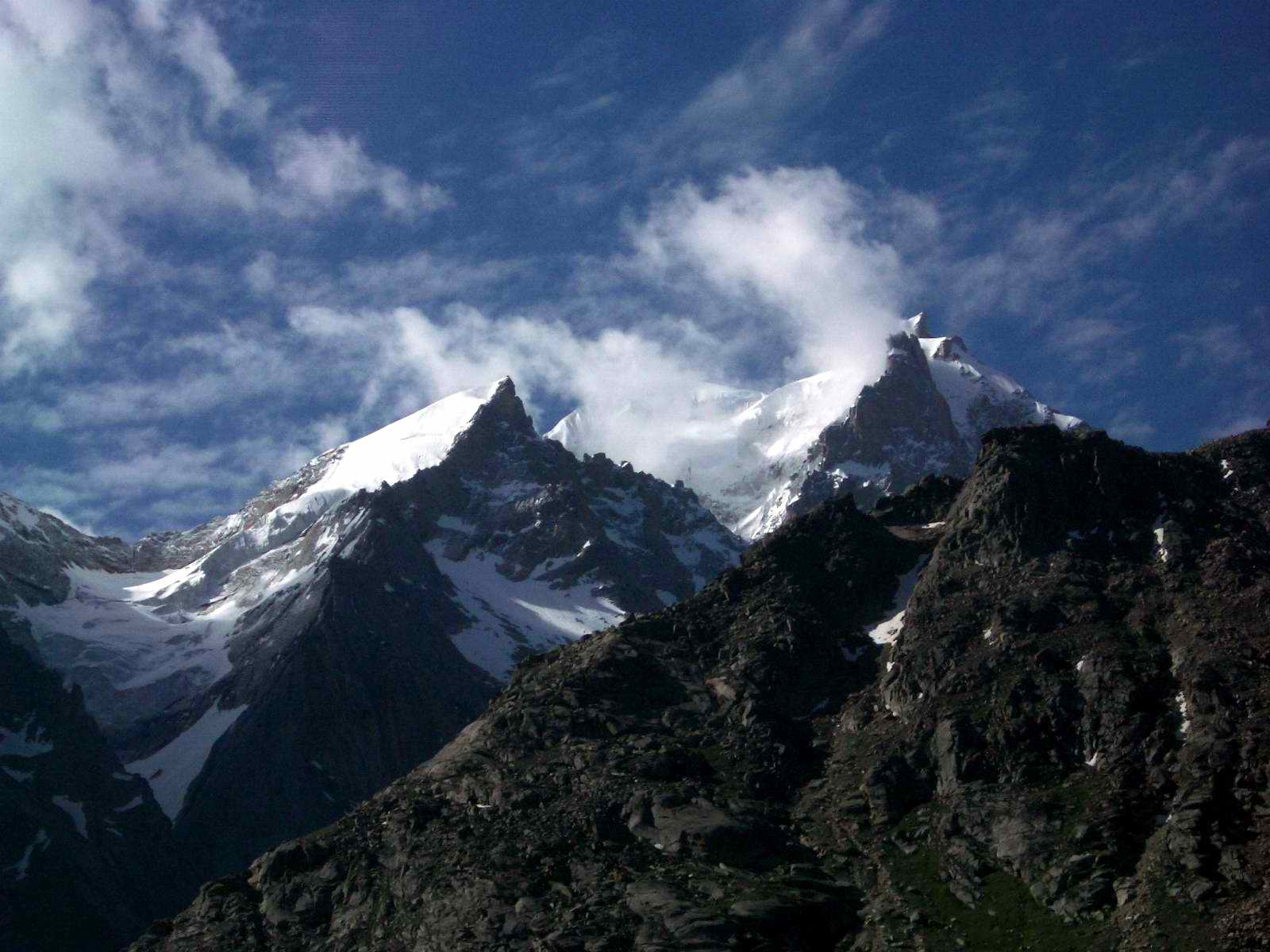
Monti nel distretto di Lahul

.

### Flora e fauna

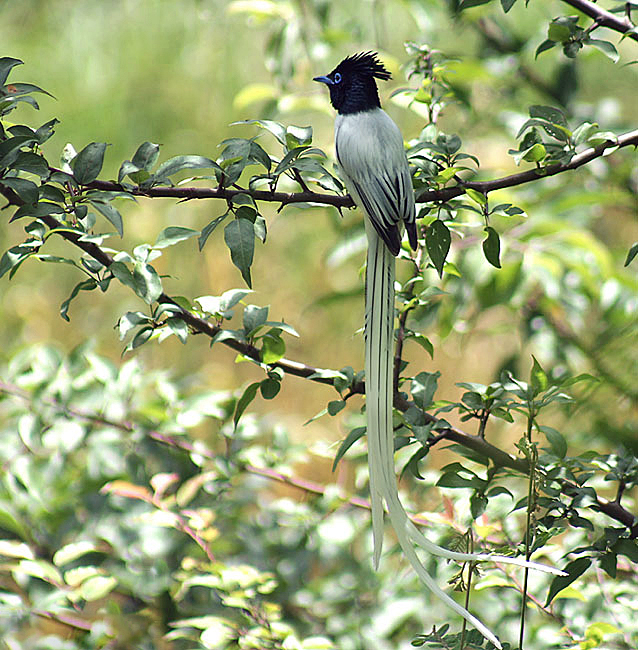
Un pigliamosche del paradiso asiatico a Kullu

L'Himachal Pradesh è uno degli stati che si trova nella Regione Indiana dell'Himalaya (IHR), una delle zone con più alta diversità biologica al mondo. L'area della IHR sta attualmente subendo uno sfruttamento su larga scala di erbe selvatiche e medicinali, mettendo così in pericolo molte delle specie che vi abitano.
Secondo il rapporto della Forest Survey of India del 2003, le aree forestali legalmente definite costituiscono il 66,52% della regione.
Lo stato ha circa 463 uccelli, 77 mammiferi, 44 rettili e 80 specie di pesci.

### Società
La provincia di Shimla, da sola, rappresenta il 25% della popolazione dell'intero stato. I villaggi hanno una buona connessione con strade e ospedali, la maggior parte delle abitazioni ha un bagno e il 100% dell'igiene è stato raggiunto, cosa non comune in tutti i territori dell'India. Azioni degne di nota da parte del governo statale sono state l'abolizione delle borse in polietilene e del tabacco.,
Secondo un sondaggio del CMS (uno studio sulla corruzione indiana), l'Himachal Pradesh risulta lo stato meno corrotto dell'India.

## Città

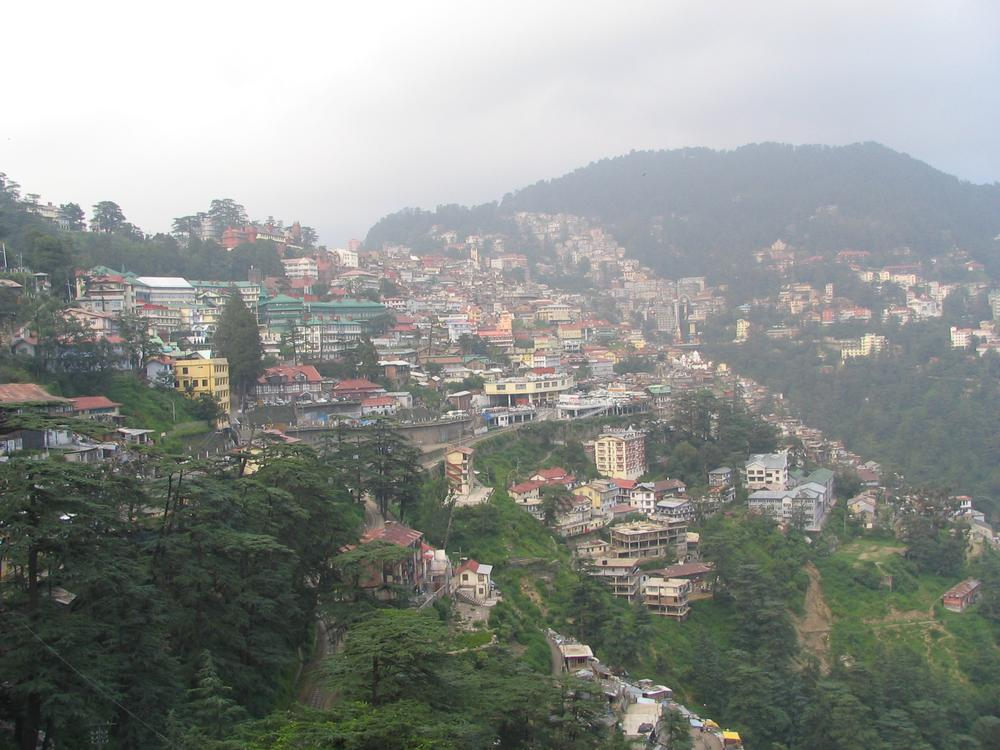
Shimla

(Fonte: Censimento 2001)
| Città       | Popolazione |
| ----------- | ----------- |
| Shimla      | 142.161     |
| Solan       | 34.199      |
| Mandi       | 26.858      |
| Nahan       | 25.972      |
| Sundernagar | 23.979      |
| Baddi       | 22.592      |
| Chamba      | 20.312      |

## Geografia antropica

### Suddivisioni amministrative

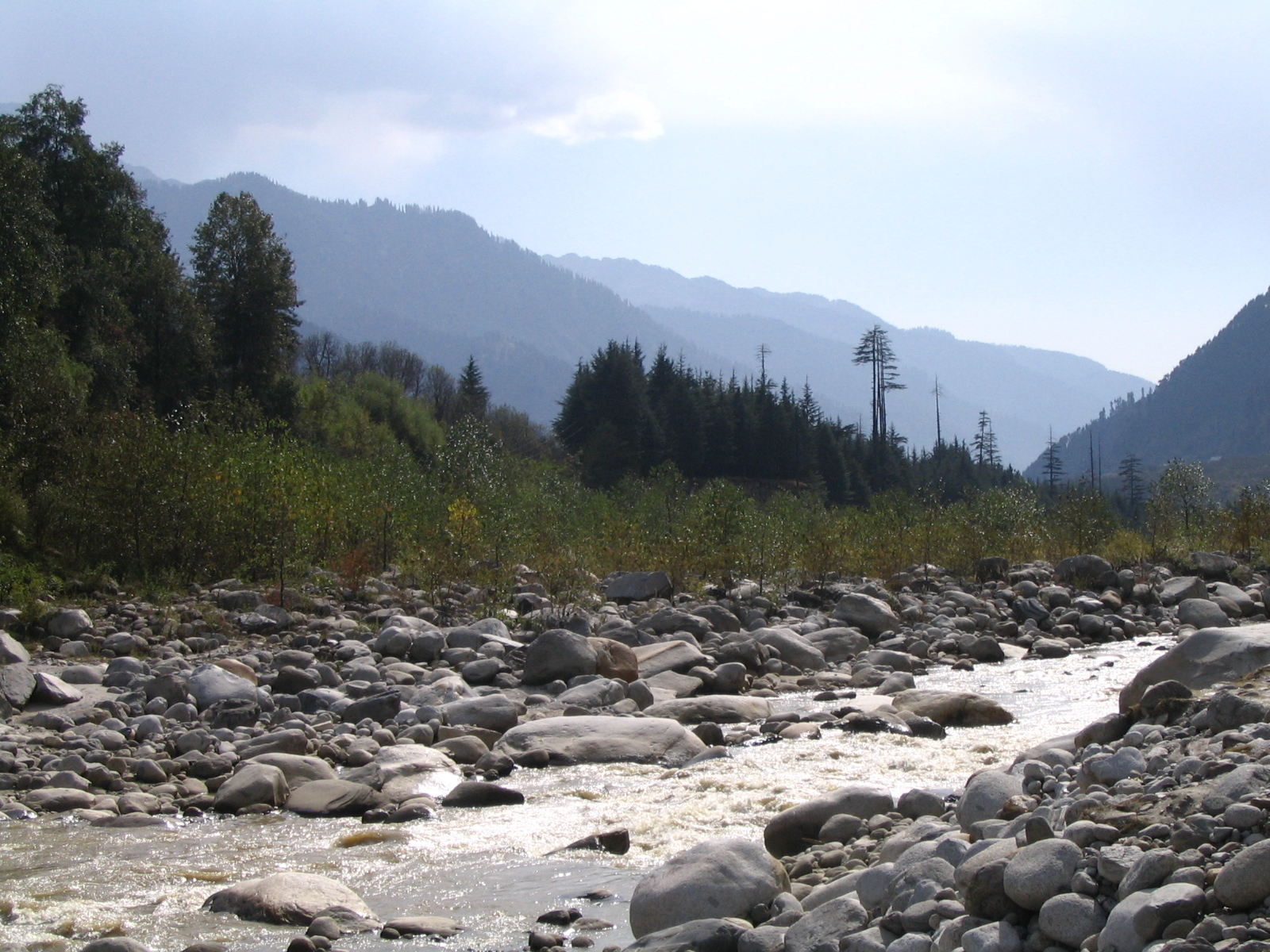
La valle del fiume Beas vista da Manali

Lo stato è diviso nei seguenti distretti:
- Kangra
- Hamirpur
- Mandi
- Bilaspur
- Una
- Chamba
- Lahaul e Spiti
- Sirmaur
- Kinnaur
- Kullu
- Solan
- Shimla

#### Curiosità
- Una missione del videogioco Call of Duty: Modern Warfare 3 è ambientata ad Himachal Pradesh.